# Epapterus blohmi
Epapterus blohmi es una especie de pez de la familia Auchenipteridae en el orden de los Siluriformes.

## Morfología
• Los machos pueden llegar alcanzar los 8,5 cm de longitud total.
- Número de  vértebras: 49-51.[1][2]

## Hábitat
Es un pez de agua dulce y de clima tropical.

## Distribución geográfica
Se encuentran en Sudamérica:  cuenca del río Orinoco y río Tuy en la costa del Mar Caribe de Venezuela.